# Ipnosi (film)
Ipnosi è un film del 1962 diretto da Eugenio Martín.